# Метод рекурсивного спуска
Метод рекурсивного спуска (англ. Recursive descent parser) — алгоритм нисходящего синтаксического анализа, реализуемый путём взаимного вызова процедур, где каждая процедура соответствует одному из правил контекстно-свободной грамматики или БНФ. Применения правил последовательно, слева направо поглощают токены, полученные от лексического анализатора. Это один из самых простых алгоритмов синтаксического анализа, подходящий для полностью ручной реализации.

## Варианты реализации

### Предсказывающий парсер
Для парсеров этого типа нужна подходящая КС-грамматика, конкретно — LL(k) грамматика, позволяющая по очередному токену или токенам однозначно выбрать (предсказать) один из альтернативных вариантов раскрытия каждого нетерминала.
Такой парсер работает за линейное время.
Вариантом является LL-парсер — реализация предсказывающего парсера с автоматическим построением «таблицы предсказания», определяющей по заданному нетерминалу и очередному токену подходящее правило для раскрытия нетерминала.

### Парсер с возвратом
Вместо предсказания парсер просто пытается применить все альтернативные варианты правил по порядку, пока одна из попыток не увенчается успехом.
Такой парсер может потребовать экспоненциального времени работы, и не всегда гарантирует завершение, в зависимости от грамматики. Уязвим для левой рекурсии.